# Limaysaurus
Limaysaurus é um gênero de dinossauro rebbachissaurídeo do Cretáceo da Argentina. É conhecido por muitos indivíduos, incluindo 1 que estava 80% completo. Seu nome se refere ao Grupo Rio Limay, onde seus fósseis foram encontrados.